# ターニャ・シュミッツ
ターニャ・シュミッツ（Tanja Schmitz、1973年4月13日 - ）ドイツの女優、女性声優である。デュッセルドルフ出身。

## 出演作品

### 映画
- Entführung aus der Lindenstraße

### テレビドラマ
- Lindenstraße

### アニメ
- アバター 伝説の少年アンシーズン3（カタラ）

#### 日本のアニメ
- セキレイ（結）
- ヴァンパイア騎士（黒主 優姫）
- 一騎当千（孫権仲謀）
- 遊☆戯☆王ZEXAL（観月小鳥）
- ローゼンメイデンシーズン2（真紅）